# Schwedischer Reichsmarschall
Der Reichsmarschall ist der höchste Beamte am schwedischen Königshof und wird direkt vom Staatsoberhaupt ernannt. Der Reichsmarschall ist gegenüber dem schwedischen König für die Aktivitäten der Gerichte verantwortlich und hält den Kontakt zum Reichstag und der Regierung. Er wird mit dem Titel Exzellenz angesprochen, der bis 1974 auch dem schwedischen Ministerpräsidenten und Außenminister zustand.

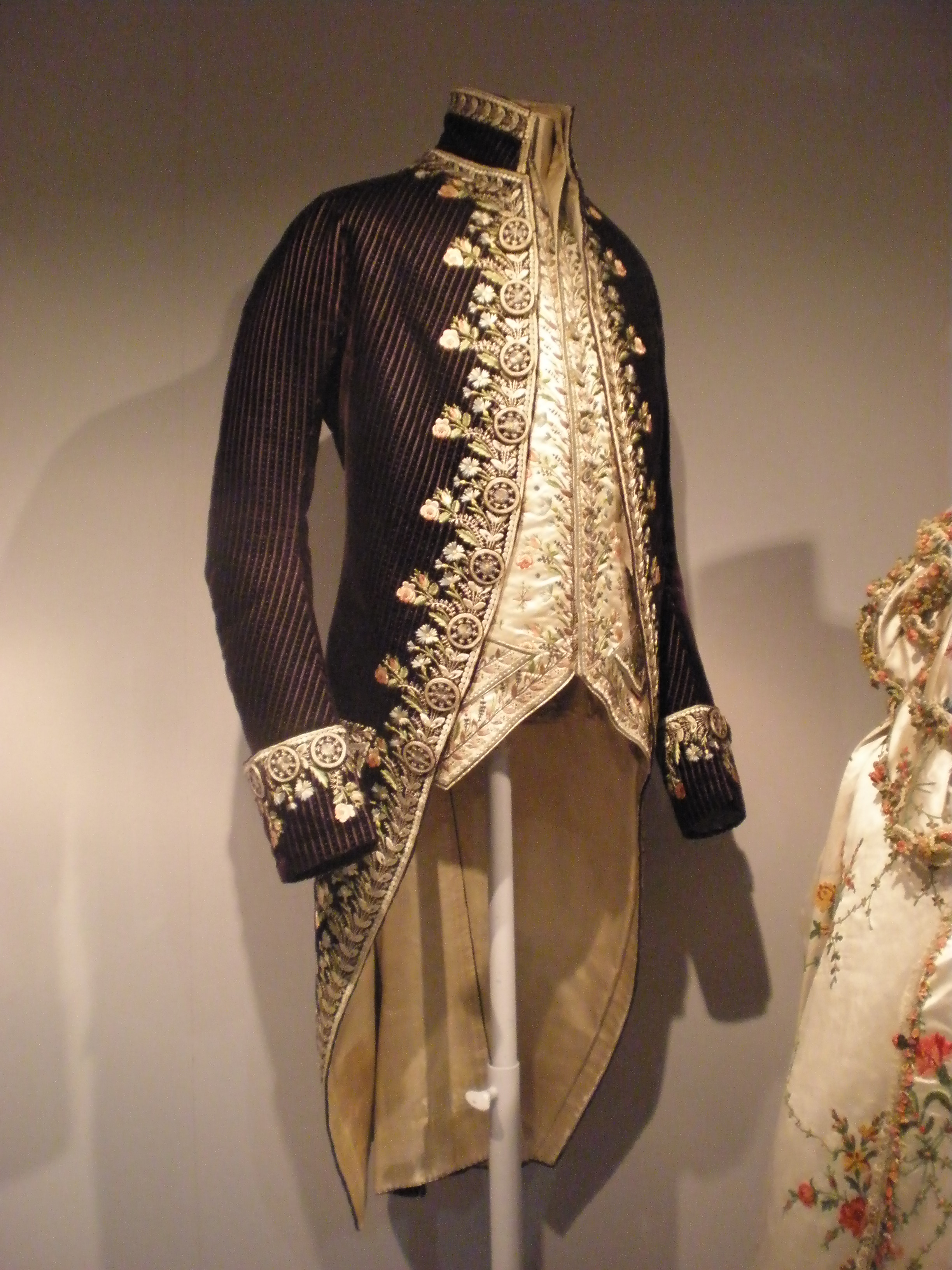
Hovuniform

Zu feierlichen Anlässen trägt er die Hovuniform und den Ämbetsstav, einen langen Stock mit einer vergoldeten Krone an der Spitze.

## Organisation
Der Reichsmarschall leitet das Riksmarskalksämbetet (Reichsmarschallamt). Dieses hat die Personalabteilung der Gerichte, eine Finanzabteilung und eine Pressestellung. Dem Reichsmarschall unterstehen unter anderem die Hofkleriker, die Leibärzte des Königs sowie die Herrin der Roben.

## Geschichte

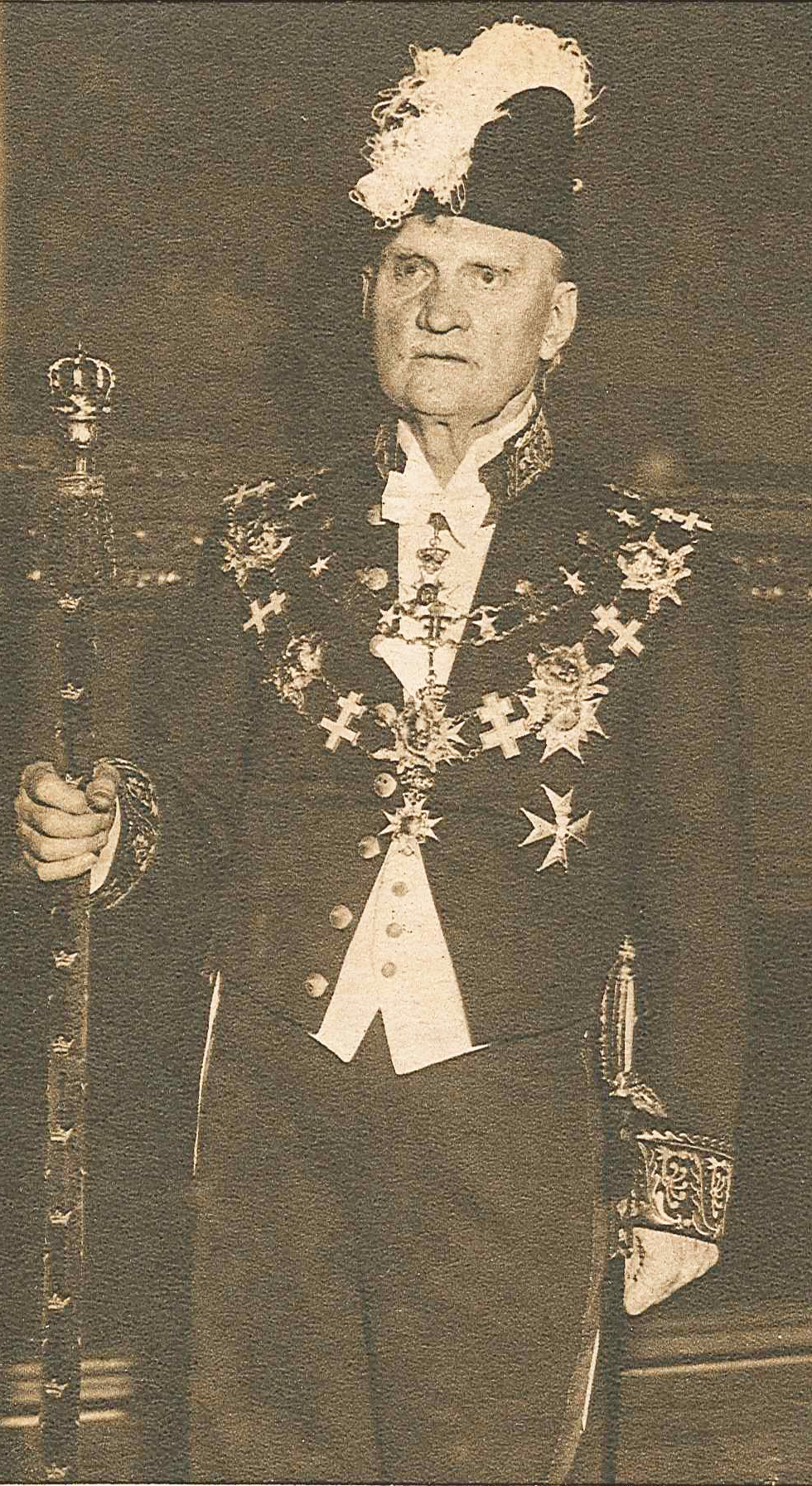
Axel Vennersten als Reichsmarschall 1942

Die ursprüngliche Bedeutung des Wortes Marschall ist Pferdeknecht. Im Mittelalter wurde er in Schweden als marsk bezeichnet. Das Amt eines Reichsmarschalls wurde 1607 eingeführt als der Reichsrat Göran Claesson Stiernsköld von König Karl IX. zum ersten Königreichsmarschall ernannt wurde. In der Konstitution von 1634 wurde festgelegt, dass er ein Reichsrat sein soll, zu den fünf Reichsbeamten gehörte und die Gerichte leiten sollte. 1680 wurde der Titel in Oberstmarschall (överstemarskalk) geändert. Diese Änderung wurde 1722 wieder rückgängig gemacht. Bis 1844 leitet er das Borgrätten. Die Reichsmarschalle stammten anfangs aus dem Höheren Adel. Axel Vennersten (1936–1946) war der erste Amtsinhaber, der nicht aus dem Adel stammt.

## Liste der schwedischen Reichsmarschalle seit 1607
|     | Name                                     | Porträt | Lebenszeit | Amtsperiode | Bemerkungen                 |
| --- | ---------------------------------------- | ------- | ---------- | ----------- | --------------------------- |
| 1.  | Göran Claesson Stiernsköld               |         | 1552–1611  | 1607–1611   | erster Amtsinhaber          |
| 2.  | Henrik Carlsson Horn af Kanckas          |         | 1578–1618  | 1611–1618   |                             |
|     | vakant                                   |         |            | 1618–1634   |                             |
| 3.  | Axel Gustafsson Banér                    |         | 1594–1642  | 1634–1641   |                             |
|     | vakant                                   |         |            | 1641–1643   |                             |
| 4.  | Åke Axelsson Natt och Dag                |         | 1594–1655  | 1643–1651   |                             |
| 5.  | Magnus Gabriel De la Gardie              |         | 1622–1686  | 1651–1653   |                             |
| 6.  | Adolf Johan av Pfalz-Zweibrücken         |         | 1629–1689  | 1653–1654   |                             |
| 7.  | Johan Oxenstierna af Södermöre           |         | 1611–1657  | 1654–1657   |                             |
| 8.  | Gabriel Oxenstierna af Korsholm och Wasa |         | 1619–1673  | 1657–?      |                             |
| 9.  | Johan Gabriel Stenbock                   |         | 1640–1705  | 1673–1705   | Reichs- und Oberstmarschall |
| 10. | Carl Piper                               |         | 1647–1716  | 1705–1716   | Oberstmarschall             |
| 11. | Nicodemus Tessin der Jüngere             |         | 1654–1728  | 1717–1727   | Oberstmarschall             |
| 12. | Magnus Julius De la Gardie               |         | 1669–1741  | 1727–1741   | Oberstmarschall             |
| 13. | Samuel Åkerhielm af Margrethelund        |         | 1684–1768  | 1741–1747   | Oberstmarschall             |
| 14. | Wilhelm Ludvig Taube af Odenkat          |         | 1690–1750  | 1747–1750   | Oberstmarschall             |
| 15. | Claes Ekeblad d.y.                       |         | 1708–1771  | 1750–1761   | Oberstmarschall             |
| 16. | Adam Horn af Kanckas                     |         | 1717–1778  | 1761–1769   | Oberstmarschall             |
| 17. | Nils Adam Bielke                         |         | 1724–1792  | 1769–1772   | Oberstmarschall             |
| 18. | Hans Henrik von Liewen der Jüngere       |         | 1704–1781  | 1772–1781   | ab 1772 Reichsmarschall     |
| 19. | Göran Gyllenstierna                      |         | 1724–1799  | 1781–1788   |                             |
| 20. | Carl Bonde af Björnö                     |         | 1741–1791  | 1788–1791   |                             |
| 21. | Johan Gabriel Oxenstierna                |         | 1750–1818  | 1792–1801   |                             |
| 22. | Hans Axel von Fersen                     |         | 1755–1810  | 1801–1810   |                             |
| 23. | Magnus Stenbock (1763–1822)              |         |            | 1810        |                             |
| 24. | Hans Henrik von Essen                    |         | 1755–1824  | 1810–1824   |                             |
| 25. | Claes Adolf Fleming                      |         | 1771–1831  | 1824–1831   |                             |
| 26. | Magnus Brahe                             |         | 1790–1844  | 1831–1844   |                             |
| 27. | Arvid Mauritz Posse                      |         | 1792–1850  | 1845–1849   |                             |
| 28. | Mauritz Axel Lewenhaupt                  |         | 1791–1868  | 1849–1860   |                             |
| 29. | Nils Gyldenstolpe                        |         | 1799–1864  | 1860–1864   |                             |
| 30. | Gustaf Sparre                            |         | 1802–1886  | 1864–1886   |                             |
| 31. | Gillis Bildt                             |         | 1820–1894  | 1886–1894   |                             |
| 32. | Fredrik von Essen                        |         | 1831–1921  | 1894–1911   |                             |
| 33. | Ludvig Douglas                           |         | 1849–1916  | 1911–1916   |                             |
| 34. | Otto Hack Roland Printzsköld             |         | 1846–1930  | 1916–1930   |                             |
| 35. | Eric Trolle                              |         | 1863–1934  | 1930–1934   |                             |
| 36. | Oscar von Sydow                          |         | 1873–1936  | 1934–1936   |                             |
| 37. | Axel Vennersten                          |         | 1863–1948  | 1936–1946   |                             |
| 38. | Birger Ekeberg                           |         | 1880–1968  | 1946–1959   |                             |
| 39. | Nils Vult von Steyern                    |         | 1887–1966  | 1959–1966   |                             |
| 40. | Stig H:son Ericson                       |         | 1897–1985  | 1966–1976   |                             |
| 41. | Gunnar Lagergren                         |         | 1912–2008  | 1976–1983   |                             |
| 42. | Sten Rudholm                             |         | 1918–2008  | 1983–1986   |                             |
| 43. | Per Sköld                                |         | 1922–2008  | 1986–1996   |                             |
| 44. | Gunnar Brodin                            |         | 1931–2009  | 1996–2003   |                             |
| 45. | Ingemar Eliasson                         |         | 1939–      | 2003–2009   |                             |
| 46. | Svante Lindqvist                         |         | 1948–      | 2010–2018   |                             |
| 47. | Fredrik Wersäll                          |         | 1951–      | seit 2018   |                             |